# اپرویز سکستانی
اپرویز سکستانی یا اپرویز سیستانی از اشراف ایرانی بود که در قرن هفتم به عنوان مرزبان سکستان فرمان راند. نام او نخستین بار در سال ۶۵۰/۱ در هنگام حمله اعراب به ایران ذکر شده است و گفته شده که تسلیم اعراب شده است. وقتی که او با افسر نظامی ارتش اعراب، ربی ابن زیاد حریثی مذاکره می‌کرد، ربی ابن زیاد از جسد دو سرباز مرده به عنوان صندلی استفاده کرد. این باعث ترسیدن اپرویز شد که به منظور راحت کردن مردم سکستان، صلحی با اعراب برقرار کرد که هزینهٔ آن خراجی سنگین بود. دو سال بعد، مردم سکستان در برابر اعراب شورش کردند، لیکن از اپرویز سخنی به میان نیامده است.